# Bryomyia apsectra
Bryomyia apsectra är en tvåvingeart som beskrevs av Edwards 1938. Bryomyia apsectra ingår i släktet Bryomyia och familjen gallmyggor.
Artens utbredningsområde är Minnesota. Arten är reproducerande i Sverige. Inga underarter finns listade i Catalogue of Life.